# Moacir Aparecido de Freitas
Dom Moacir Aparecido de Freitas  (Ibirá, 22 de agosto de 1962) é um bispo católico brasileiro. É o bispo diocesano de Votuporanga.

## Biografia
Graduado em teologia pela Pontifícia Universidade Católica de Campinas e em filosofia, pela Faculdade Salesiana de Filosofia, Ciências e Letras de Lorena, foi ordenado presbítero no dia 11 de dezembro de 1987. 
Incardinado na diocese de São Carlos, foi vigário paroquial, pároco e capelão. Era diretor espiritual no Seminário de Teologia “Casa de Formação São Carlos”, em Campinas, quando foi nomeado pelo papa Francisco para ser o primeiro bispo da recém-criada Diocese de Votuporanga.
Recebeu a Ordenação Episcopal no dia 11 de outubro, pelas mãos de Dom Paulo César Costa, Bispo de São Carlos, tendo como co-sagrantes: Dom Airton José dos Santos, então Arcebispo de Campinas e Dom Moacir Silva, Arcebispo de Ribeirão Preto.